# Cerbero (costellazione)
Cerbero (in latino Cerberus) è una costellazione obsoleta del cielo boreale. 

## Nome
Questa costellazione deve ovviamente il suo nome a Cerbero, il mitico cane a tre teste posto a guardia delle porte dell'Ade, il regno dei morti, e che impediva con ferocia sia ai vivi di entrare che ai morti di uscire.

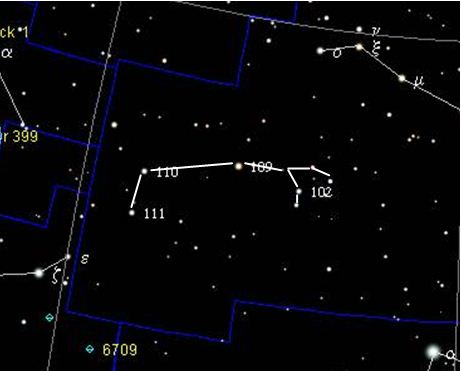
Mappa della costellazione

Durante l'ultima e più pericolosa delle sue dodici fatiche, Ercole venne inviato nell'Oltretomba per catturare questa bestia terrificante. Lottò con la creatura fino a sottometterla con la sola forza delle sue mani e la trascinò, mentre si contorceva e opponeva resistenza, dal buio dell'Oltretomba alla luminosità mai vista prima della superficie. La costellazione che commemora questa impresa venne aggiunta in cielo da Johannes Hevelius nel suo catalogo e atlante del 1687, nel quale raffigurò Cerbero afferrato dalla mano tesa di Ercole.

## Aspetto
Cerbero consisteva nelle quattro stelle che oggi noi conosciamo come 93, 95, 102 e 109 Herculis (R. H. Allen cita erroneamente anche 96 Herculis come suo membro). 
Sebbene, nella mitologia, Cerbero venisse rappresentato come un cane a tre teste, Hevelius e tutti gli illustratori di mappe successivi lo raffigurarono con tre teste di serpente: il Cerbero di Hevelius andò a rimpiazzare un'altra figura, il ramo dell'albero delle mele d'oro, che Johann Bayer aveva precedentemente raffigurato nella mano di Ercole. Il più elaborato ramo di melo di Bayer consisteva di 10 stelle.